# Juan Diego Flórez
Juan Diego Flórez (Lima, 1973. január 13. – ) perui tenor operaénekes, a világ egyik legjobb bel canto énekesének tartják.

## Élete, munkássága
1973 januárjában született a perui Limában, Rubén Flórez és María Teresa Salom gyermekeként. Apja perui népdalénekes-gitáros volt, keringő hatású, spanyolos dalokat énekelt. Otthon sokat énekeltek, és a fiú a gitározás alapjait is elsajátította. Eleinte a popzene vonzotta, 14 éves korában volt egy rockzenekara, Beatles- és Led Zeppelin-feldolgozásokat játszottak, és Paul McCartney-stílusú dalokat komponált. Egy tanára javaslatára 17 évesen a limai Nemzeti Zenei Konzervatórium tanulója lett, bár nem akart operaénekes lenni. Három évig Andrés Santa Maria tenor volt a tanára, és a Limai Nemzeti Énekkar tagja lett, de szólistaként is fellépett. Érettségi után az USA-ba ment, és 1993 és 1996 között ösztöndíjasként a philadelphiai Curtis Intézetben tanult tovább. Tanárai között volt a szintén perui Ernesto Palacio neves Rossini-tenor, akinek segítségével feltárult előtte a bel canto világa. Hamarosan kitűnt az iskolai operaelőadásokon, Bellini Rómeó és Júlia, valamint Rossini A sevillai borbély és A reimsi utazás című operájában. Ernesto Palacios a mentora, sőt a későbbiekben a menedzsere is lett, és az ő javaslatára és segítségével került Olaszországba.
Az 1996-os pesarói Rossini Operafesztiválon egy kisebb szerepet kapott Rossini Ricciardo és Zoraida című operájában, majd – 23 évesen – a Matilde di Shabran operában főszerepet énekelt, miután az eredeti tenor, Bruce Ford betegség miatt lemondta a fellépését. „Két hét alatt tanultam meg. Talán jó a memóriám” – nyilatkozta. A bemutatkozás annyira sikeres volt, hogy Riccardo Muti, a Milánói Scala zeneigazgatója azonnal meghívta Gluck Armide operájának új produkciójára, a dán lovag szerepére. Ezt követően az ajánlatok annyira megszaporodtak, hogy – mint mondta – „Néhány hónap alatt a következő néhány évre szóló napirendem megtelt”. Ezen meghívások között szerepelt Rossini Otellója és Hamupipőkéje a Covent Gardenben, valamint a londoni Smith Square-en lévő egykori Szent János templomban (ma hangversenyterem) Donizetti Az ezred lánya című operája. Ez utóbbiban van az a hírhedt ária, amely kilenc magas C-t tartalmaz, és amit Flórez gond nélkül kiénekelt. (A legfelső biztosan kiénekelt hangja egyébként a magas D – nyilatkozta 2009-ben.) Az Otello pedig azért vált emlékezetessé, mert abban a címszerepet az a Bruce Ford énekelte, akinek a helyére Pesaróban beugrott, ő pedig Rodrigo szerepét játszotta. Az előadásból kiváló vokális párbaj született, de – mint nyilatkozta – minden szakmai ellenségeskedés nélkül.
Flórez gyorsan nemzetközi sztár lett. 2000-ben a bécsi Staatsoperben Rinuccio szerepét énekelte Puccini Gianni Schicchijében, a New York-i Metropolitan-ben pedig 2002-ben debütált Almaviva szerepéval A sevillai borbélyban, és ez a szerep az egyik gyakran játszott alakításává vált. A bel cantóhoz sokáig változatlanul ragaszkodott, elkerülte például Verdi vagy Mozart nehezebb szerepeit, ezzel szemben szintén híres szerepe Rossini Ory grófjának címszerepe. „Azt hiszem, ismerem a korlátaimat” – mondta. Később azonban, ahogy hangja érettebbé, teltebbé vált, Mozart-, Verdi- és más szerzők fajsúlyos szerepeit is énekli. Világsztárként a világ számos operaházában és koncertszínpadán fellépett, többek között a milánói Scalában, a londoni Covent Gardenben, a New York-i Metropolitan-ben, a Salzburgi Ünnepi Játékokon, a Bécsi Állami Operaházban, a müncheni Bayerische Staatsoperben, a drezdai Sächsische Staatsoperben, az Opernhaus Zürichben, a chicagói Lyric Operában, a San Franciscó-i Operában, a Los Angeles-i Operában, a londoni Wigmore Hallban, a párizsi Théâtre des Champs-Élysées-ben, a New York-i Lincoln Centerben és a Carnegie Hallban, a barcelonai Palau de la Músicában, a limai Teatro Seguraában és a salzburgi Mozarteumban. Többször fellépett Magyarországon is, először 2011. november 28-án a Magyar Állami Operaházban, ahol Rossini-, Donizetti- és más operaáriákat énekelt. Pályafutása során olyan karmesterek vezényletével énekelt, mint például Riccardo Muti, James Levine, Riccardo Chailly, Csong Mjonghun, John Eliot Gardiner, Daniele Gatti, Gianluigi Gelmetti, Neville Marriner, Antonio Pappano, Roberto Abbado, Carlo Rizzi, Nello Santi, Marcello Viotti, Christophe Rousset, Jesùs Lopez Cobos és Gustavo Dudamel. 2018-ban zongorakíséretes koncertet adott a Buenos Aires-i Teatro Colónban, ezután az argentin Konex Alapítvány a Konex Mercosur-díjjal tüntette ki.
2011-ben megalapította „Sinfonía por el Perú” nevű alapítványát, amelyet a veszélyeztetett fiatalok támogatása érdekében hozott létre. A projekt célja ifjúsági és gyermekzenekarok és kórusok létrehozása Peruban, ezzel segítse a legkiszolgáltatottabb gyermekeket és tizenéveseket. Alapítványa elismeréseként 2012-ben az UNESCO jószolgálati nagykövetévé nevezték ki, és 2014 januárjában megkapta a Világgazdasági Fórum Kristály-díját.
2022. január 1-jétől annak a pesarói Rossini Operafesztiválnak a művészeti igazgatója lett, ahonnan a nemzetközi karrierje elindult.
Megkapta 2000-ben az olasz zenekritikusok Abbiati-díját, 2003-ban a pesarói Rossini d′Oro-díjat és a Scala L′Opera díját, az Aureliano Pertile-díjat, a Francesco Tamagno-díjat, a Bellini-díjat, az ISO d′Oro-díjat és a Plácido Domingo-díjat. Ezen kívül felvételei is számos fontos díjat nyertek. 2007-ben megkapta a perui kormány legmagasabb kitüntetését is, a Perui Nap Rendjének Nagykeresztjét (Orden El Sol del Perú Gran Cruz), majd a Perui Köztársaság Kongresszusának Becsületrendjét (Medalla de Honor del Congreso de la República del Perú).
2008-ban nősült, felesége a német születésű ausztrál Julia Trappe. Esküvőjüket a televízió élőben közvetítette. Két gyermekük van, Leandro 2011 áprilisában New Yorkban, Lucía Stella 2014. január 1-jén Pesaróban született. Pesaróban élnek.

## Felvételei
Válogatás az AllMusic és a Discogs nyilvántartása alapján.
| Megjelenés | Tartalom                                  | Közreműködők | Kiadó                      |
| ---------- | ----------------------------------------- | --- | -------------------------- |
| 1995       | Vicente Martín Y Soler: Il Tutore Burlato | Maria Angeles Peters, Ernesto Palacio, Liliana Marzano, Giancarlo Tosi, Marcello Lippi, Orchestra Da Camera «Dianopolis», Miguel Harth-Bedoya                     | Bongiovanni                |
| 1998       | Gioachino Rossini: Semiramide             | Edita Gruberová, Bernadette Manca di Nissa, Ildebrando D’Arcangelo, Julijan Konsztantyinov, ORF Radio-Symphonieorchester Wien, Wiener Konzertchor, Marcello Panni | Nightingale Classics       |
| 1999       | Rossini Arias and Duets                   | Veszelina Kaszarova, Münich Radio Orchestra, Arthur Fagen | RCA                        |
| 2000       | Verdi: Messa Solenne                      | Kenneth Tarver, Michele Pertusi, Elisabetta Scano, Cristina Gallardo-Domâs, Orchestra Sinfonia di Milano Giuseppe Verdi, Riccardo Chailly                         | Decca                      |
| 2002       | Rossini Arias                             | Orchestra Sinfonica e Coro di Milano Giuseppe Verdi, Riccardo Chailly                                                                                             | Decca                      |
| 2004       | Rossini: Le Comte Ory                     | Alastair Niles, Marie-Ange Todorovitch, Bruno Praticó, Stefania Bonfadelli, Orchestra del Teatro Communale di Bologna, Prague Chamber Choir, Jesús López-Cobos    | Deutsche Grammophon        |
| 2005       | Rossini: Il Barbiere di Siviglia (DVD)    | María Bayo, Pietro Spagnoli, Ruggero Raimondi, Bruno Praticò, Orchestra Teatro Real de Madrid, Gianluigi Gelmetti                                                 | Decca                      |
| 2006       | Donizetti: La fille du régiment (DVD)     | Patricia Ciofi, Francesca Franci, Nicola Ulivieri, Orchestra e coro del Teatro Carlo Felice di Genova, Riccardo Frizza                                            | DECCA                      |
| 2006       | Rossini: Matilde di Shabran               | Annick Massis, Bruno Taddia, Hadar Halevy, Marco Vinco, Bruno de Simone, Prague Chamber Choir, Orquesta Sinfónica de Galicia, Riccardo Frizza                     | Decca                      |
| 2009       | Bellini: La sonnambula                    | Cecilia Bartoli, Ildebrando D'Arcangelo, Orchestra La Scintilla, Alessandro De Marchi                                                                             | L'Oiseau                   |
| 2009       | Rossini: La Cenerentola (DVD)             | Joyce DiDonato, Orchestra & Chorus of the Gran Teatre del Liceu, Patrick Summers                                                                                  | Decca                      |
| 2010       | Gluck: Orphée et Eurydice                 | Ainhoa Garmendia, Alessandra Marianelli, Coro e Orquestra Titular del Teatro Real, Jesús López-Cobos                                                              | Decca                      |
| 2014       | L′Amour                                   | Orchestra e Coro del Teatro Communale di Bologna, Roberto Abbado                                                                                                  | Decca                      |
| 2017       | Mozart                                    | Orchestra la Scintilla, Riccardo Minasi | Sony Classical             |
| 2017       | Massenet: Werther (Blu-ray)               | Anna Stéphany, Mélissa Petit, Audun Iversen, Opernhaus Zürich, Philharmonia Zürich, Cornelius Meister                                                             | Opernhaus Zürich, Accentus |
| 2018       | Bésame mucho                              | | Sony Classical             |